# Святой Александр (линейный корабль, 1717)
«Святой Александр» — 70/76-пушечный парусный линейный корабль 3 ранга Балтийского флота Российской империи, участник Северной войны.

## Описание корабля
Корабль имел два вооружённых дека. Вооружение корабля составляли из 70/76 орудий калибра от 4 до 24 фунтов.

## Боевая служба
Корабль строился на верфи Санкт-Петербургского Адмиралтейства с 8 ноября 1714 г. по 13 октября 1717 г. Постройку корабля вёл корабельный мастер Ричард Броун.
21 июня (2 июля) 1721 года вместе с кораблями «Святой Пётр», «Фридемакер», «Святая Екатерина» и «Астрахань» находился к востоку от Кроншлота.
Участвовал в завершающем этапе Великой Северной войны.
В 1729—1732 годах был тимберован.
Во время русско-шведской войны 1741—1743 принимал участие в кампаниях 1742 (как флагманский корабль вице-адмирала Мишукова З.Д.) и 1743 годов.